# Кимбро, Чарльз
Чарльз Кимбро (англ. Charles Mayberry Kimbrough, 23 мая 1936, Сент-Пол — 11 января 2023, Калвер-Сити, Калифорния) — американский актёр, наиболее известен по роли Джима Дайала в сериале «Мерфи Браун» (1988—2018). В 1990 году исполнение этой роли принесло ему номинацию на премию «Эмми» в категории «Лучший актёр второго плана в комедийном сериале».

## Биография
Кимбро родился в Сент-Поле, штат Миннесота.
Изучал театральное и драматическое искусство в Университете Индианы в Блумингтоне, окончил университет в 1958 году. Получил степень магистра изящных искусств в Школе драмы Йельского университета. В конце 1960-х — начале 1970-х годов Кимбро и его первая жена, Мэри Джейн Уилсон, были членами постоянной труппы Репертуарного театра Милуоки, где они были заняты в таких пьесах, как «Кот среди голубей» Жоржа Фейдо и «Дело об убийстве в Белом доме» Жюля Фейффера. В 1971 году Кимбро был номинирован на премию «Тони» за лучшую мужскую роль в мюзикле, исполнив роль Гарри в «Компании» Стивена Сондхейма. В 1984 году он выступил в оригинальной бродвейской постановке «Воскресенье в парке с Джорджем» Сондхейма.
В 1985 году снялся в оригинальной офф-бродвейской постановке комедии А. Р. Герни «Сильвия».
В середине 1970-х он появился в рекламе Chef Boyardee Spaghetti & Meatballs.
В 1988 году Кимбро получил роль Джима Дайала, ветерана сетевых новостей с честностью и опытом Эдварда Р. Мерроу или Уолтера Кронкайта, в ситкоме CBS «Мерфи Браун». В сериале было 247 серий в десяти сезонах, он получил 17 премий «Эмми» и три «Золотых глобуса». Кимбро был номинирован на премию «Эмми» за лучшую мужскую роль второго плана в комедийном сериале за 1990 год.
В 1996 году он озвучил гаргулью Виктора в анимационном фильме Диснея «Горбун из Нотр-Дама», роль, которую он повторил в его продолжении, транслируемом прямо на видео, «Горбун из Нотр-Дама II» и игре Kingdom Hearts 3D: Dream Drop Distance.
Кимбро был в актёрском составе бродвейской постановки Roundabout Theater Company в 2012 году по пьесе Мэри Чейз «Харви», получившей Пулитцеровскую премию, сыграв Уильяма Р. Чамли, доктора медицины, с Джимом Парсонсом в главной роли Элвуда П. Дауда. Представление проходило с 14 июня по 5 августа 2012 года в нью-йоркском театре «Студия 54».
При возобновлении «Мерфи Брауна» в 2018 году Кимбро вернулся к роли Джима Дайала на пенсии.
В 2002 году Кимбро женился на актрисе и партнёре по мюзиклу «Компания» Бет Хоуланд, известной своей работой на телевидении в роли Веры Луизы Горман-Новак в ситкоме «Элис». Бет умерла от рака лёгких в декабре 2015 года в возрасте 76 лет. О её смерти, по желанию актрисы, не сообщалось в СМИ до 24 мая 2016 года.
Сын Кимбро, Джон, основал в Сент-Поле альтернативную рок-группу «Walt Mink», в которой выступал как вокалист и играл на гитаре.
Кимбро умер в Калвер-Сити, Калифорния, 11 января 2023 года в возрасте 86 лет.

## Фильмография

### Телевидение
- 2002 «Элли Макбил»
- 1998 Love Boat: The Next Wave
- 1992 «Динозавры»
- 1988 Hothouse
- 1998 «Мерфи Браун»
- 1986 Другой мир (телесериал)
- 1988 Spenser: For Hire
- 1985 «Непридуманные истории»
- 1981 For Ladies Only
- 1983 Great Performances
- 1976 «Коджак» (телесериал)

### Озвучивание
- 2003 «Каникулы: Закончился пятый класс»
- 2002 «Проект Зета»
- 2002 «Горбун из Нотр-Дама II»
- 2001 Recess: School’s Out
- 2001 «Свадебный переполох»
- 2000 «Бэтмен будущего»
- 2000 «Крутые бобры»
- 2000 «Гриффины»
- 2000 «Земля до начала времён 7: Камень Холодного Огня»
- 2000 «Базз Лайтер из звёздной команды: Приключения начинаются»
- 1998 «Пинки и Брейн»
- 1996 Горбун из Нотр-Дама
- 1994 Mighty Max

### Кино
- 2003 «Марси Икс»
- 1995 «Шёпот сердца»
- 1988 The Good Mother
- 1987 «Переключая каналы»
- 1980 It’s My Turn
- 1979 «Начать сначала»
- 1979 The Seduction of Joe Tynan
- 1977 «Часовой»
- 1976 «Подставное лицо»

## Видеоигры
- Disney’s Animated Storybook (1996)
- The Hunchback of Notre Dame: Topsy Turvy Games (1996)
- Kingdom Hearts 3D: Dream Drop Distance (2012)
- Kingdom Hearts HD 2.8 Final Chapter Prologue (2017)